# سکوریتاته
سکوریتاته (رومانیایی: Departamentul Securității Statului) سازمان اطلاعاتی و امنیتی و پلیس مخفی دولت سوسیالیستی رومانی در نیمه دوم قرن بیستم بود. این سازمان با قدرت گرفتن مارکسیست‌ها در رومانی، در تاریخ ۳۰ اوت ۱۹۴۸ تأسیس گردید و در پی انقلاب رومانی و خلع قدرت از نیکلای چائوشسکو در سال ۱۹۸۹، رو به فروپاشی گرایید و در سال ۱۹۹۱ بر اساس مصوبه مجلس رومانی، بازسازماندهی شد.
تأسیس سکوریتاته، با کمک کمیساریای خلق در امور داخلیِ اتحاد جماهیر شوروی صورت پذیرفت. سکوریتاته در جریان جنگ سرد یکی از بزرگ‌ترین سازمان‌های امنیتی بلوک شرق به‌شمار می‌رفت.سکوریتاته، نسبت به جمعیت رومانی، یکی از بزرگ‌ترین نیروهای پلیس مخفی در بلوک شرق بود. اولین بودجه سکوریتاته در سال 1948 تعداد 4,641 پست را تعیین کرد که از این تعداد تا فوریه 1949، 3,549 پست پر شده بود: 64٪ کارگر، 4٪ کشاورز، 28٪ کارمند دفتری، 2٪ افراد با منشأ نامشخص و 2٪ روشنفکر بودند. تا سال 1951، تعداد کارکنان سکوریتاته پنج برابر شد، در حالی که در ژانویه 1956 تعداد کارکنان به 25,468 نفر رسید. در اوج قدرت خود، سکوریتاته حدود 11,000 مأمور و نیم میلیون خبرچین داشت، در حالی که جمعیت کشور در سال 1985 حدود 22 میلیون نفر بود. سکوریتاته تحت حکومت نیکولای چائوشسکو یکی از بی‌رحمانه‌ترین نیروهای پلیس مخفی جهان به شمار می‌رفت و مسئول دستگیری، شکنجه و قتل هزاران نفر بود. پس از انقلاب رومانی در سال 1989، مقامات جدید وظایف اطلاعاتی مختلف سکوریتاته را به نهادهای جدیدی واگذار کردند.

## تاسیس
اداره کل امنیت مردم (با اختصار رومانیایی: DGSP، اما بیشتر به نام «سکوریتاته» شناخته می‌شود) به‌طور رسمی در ۳۰ اوت ۱۹۴۸ با فرمان شماره ۲۲۱/۳۰ از سوی هیئت‌رئیسه مجمع ملی بزرگ تأسیس شد. با این حال، پیشینه‌هایی از آن به اوت ۱۹۴۴، پس از کودتای ۲۳ اوت، بازمی‌گردد. هدف اعلام‌شده آن "دفاع از دستاوردهای دموکراتیک و تضمین امنیت جمهوری خلق رومانی در برابر دشمنان داخلی و خارجی" بود.
سکوریتاته با کمک اسمرش، واحد ضداطلاعات NKVD، تأسیس شد. عملیات اسمرش در رومانی، که «بریگاد سیار» (Brigada Mobilă) نام داشت، تا سال ۱۹۴۸ تحت رهبری سرهنگ NKVD، الکساندرو نیکولشچی، انجام می‌شد. اولین رئیس سکوریتاته، ژنرال NKVD، گئورگه پینتیلیه (با نام اصلی پانتلیمن بوندارنکو و لقب «پانتیوشا») بود. الکساندرو نیکولشچی (در آن زمان یک ژنرال) و یک افسر دیگر شوروی، سرلشکر ولادیمیر مازورو، معاونان وی بودند. ویلهلم آینهورن اولین دبیر سکوریتاته بود.
همان‌طور که ولادیمیر تیسمنئو می‌گوید: "اگر نقش اراذل سیاسی مانند جاسوس‌های شوروی، پینتیلیه بوندارنکو (پانتیوشا) و الکساندرو نیکولشچی را در اعمال ترور در رومانی در دوره وحشتناک استالینیستی درک نکنیم و ارتباطات شخصی آن‌ها با گئورگه گئورگیو-دژ و اعضای اطرافیان او را نشناسیم، فهم منشأ و نقش سکوریتاته دشوار خواهد بود."
در ابتدا، بسیاری از مأموران سکوریتاته از اعضای سابق پلیس امنیت سلطنتی (با نام اداره کل پلیس امنیت، Direcția Generală a Poliției de Siguranță) بودند. اما دیری نپایید که پانتیوشا دستور داد هر کسی که به هر نحوی در پلیس سلطنتی خدمت کرده باشد دستگیر شود. در جای آن‌ها، او اعضای متعصب حزب کمونیست رومانی (PCR) را به خدمت گرفت تا وفاداری کامل سازمان را تضمین کند.
چندین مأمور سکوریتاته به‌ویژه در اوایل دهه ۱۹۵۰ در عملیات کشته شدند. همان‌طور که در بولتن داخلی به مناسبت بیستمین سالگرد سکوریتاته در سال ۱۹۶۸  آمده است، این افراد شامل سرگرد کنستانتین ویرو، ستوان ارشد اشتفان وامانو، ستوان یوسف سیپوش، ستوان دوم واسیل کوستان، فرمانده گروهان کنستانتین آپاولائویه و سرجوخه الکساندرو بلاته بودند. علاوه بر این، ستوان یونل جورا توسط پسر یک مظنونی که او را دستگیر کرده بود، کشته شد.